# 康托尔分布
康托尔分布是一种累积分布函数是康托尔函数的概率分布。
该分布即没有概率密度函数，也没有概率质量函数，因为虽然其累积分布函数是一个连续函数，但其分布在勒贝格测度意义下既不是绝对连续的，也没有任何点质量。 因此它既不离散的概率分布，也不是一个绝对连续的概率分布，同时不是这两个混合的概率分布。相反，它是一个奇异分布的例子。
其累积分布函数是处处连续的，但也几乎处处水平，所以有时被称为魔鬼的楼梯，虽然这个用语有更广泛的意义。

## 特征
康托尔分布的基础是康托集，本身是多个可数无限集的交:
{\displaystyle {\begin{aligned}C_{0}={}&[0,1]\\[8pt]C_{1}={}&[0,1/3]\cup [2/3,1]\\[8pt]C_{2}={}&[0,1/9]\cup [2/9,1/3]\cup [2/3,7/9]\cup [8/9,1]\\[8pt]C_{3}={}&[0,1/27]\cup [2/27,1/9]\cup [2/9,7/27]\cup [8/27,1/3]\cup \\[4pt]{}&[2/3,19/27]\cup [20/27,7/9]\cup [8/9,25/27]\cup [26/27,1]\\[8pt]C_{4}={}&[0,1/81]\cup [2/81,1/27]\cup [2/27,7/81]\cup [8/81,1/9]\cup [2/9,19/81]\cup [20/81,7/27]\cup \\[4pt]&[8/27,25/81]\cup [26/81,1/3]\cup [2/3,55/81]\cup [56/81,19/27]\cup [20/27,61/81]\cup \\[4pt]&[62/81,21/27]\cup [8/9,73/81]\cup [74/81,25/27]\cup [26/27,79/81]\cup [80/81,1]\\[8pt]C_{5}={}&\cdots \end{aligned}}}
康托尔分布对任何 Ct (t ∈ { 0, 1, 2, 3, ... }) 中 2t 个包含康托尔分布随机变量的特定区间，都有独特的概率 2-t.

## 矩
通过对称性很容易看出，具有这样分布的一个随机变量 X，其期望值 E(X) = 1/2，且所有 X 的奇数阶中心矩都是 0。
方差 var(X) 可由总方差定律求得。具体操作如下：对上述集合 C1，如果 X ∈ [0,1/3] 则令 Y = 0，如果 X ∈ [的2/3，1]，令 Y = 1。然后有
{\displaystyle {\begin{aligned}\operatorname {var} (X)&=\operatorname {E} (\operatorname {var} (X\mid Y))+\operatorname {var} (\operatorname {E} (X\mid Y))\\&={\frac {1}{9}}\operatorname {var} (X)+\operatorname {var} \left\{{\begin{matrix}1/6&{\mbox{with probability}}\ 1/2\\5/6&{\mbox{with probability}}\ 1/2\end{matrix}}\right\}\\&={\frac {1}{9}}\operatorname {var} (X)+{\frac {1}{9}}\end{aligned}}}
从而我们得到：
{\displaystyle \operatorname {var} (X)={\frac {1}{8}}.}
任意偶数阶中心矩的封闭表达式可由：先获得偶数项累积量 （页面存档备份，存于）
{\displaystyle \kappa _{2n}={\frac {2^{2n-1}(2^{2n}-1)B_{2n}}{n\,(3^{2n}-1)}},\,\!}
其中 B2n 是 第2n 个 伯努利数，然后用该累积量的方程作为矩的表达。